# أدريان لوي
أدريان لوي (بالإنجليزية: Adrian Lowe)‏ هو منافس ألعاب قوى أسترالي، ولد في القرن العشرين.

## روابط خارجية
- أدريان لوي على موقع Paralympic.org (الإنجليزية)